# Jengen
Jengen è un comune tedesco di 2 563 abitanti, situato nel land della Baviera.